# Akodon reigi
El ratón de monte (Akodon reigi) es una especie de roedor de pequeño tamaño, perteneciente al género Akodon de la familia Cricetidae. Habita en el nordeste del Cono Sur de Sudamérica.

## Taxonomía
Esta especie fue descrita originalmente en el año 1998 por los zoólogos Enrique M. González, Alfredo Langguth y Luiz F. de Oliveira.
Localidad tipo
La localidad tipo referida es: “Paso Averías (en las coordenadas: 33°60′S 54°40′W), departamento de Lavalleja, Uruguay”.
Etimología
Etimológicamente, el término específico reigi es un epónimo que refiere al apellido de la persona a quien fue dedicada, el biólogo y paleontólogo argentino Osvaldo Alfredo Reig.
Caracterización y relaciones filogenéticas
Su número diploide (2n) es 44, su número fundamental (FN) es 44. Se había propuesto que las poblaciones que integran este taxón podrían llegar a sumergirse dentro de la especie Akodon paranaensis, sin embargo, incluso muestras de ejemplares de las poblaciones más meridionales de A. paranaensis divergen de A. reigi entre un 5,6 a 5,7 %, según análisis genéticos. Pertenece al subgénero “Akodon” y al “grupo de especies Akodon cursor”.

## Distribución geográfica y hábitat
Es un ratón terrestre de gran tamaño (respecto al promedio del género Akodon), endémico del centro-este de Sudamérica, distribuyéndose en el este del Uruguay y en la parte austral de Brasil. 
La distribución en Uruguay comprende los departamentos de: Durazno, Lavalleja, Maldonado, Tacuarembó y Treinta y Tres.
En Brasil fue capturado en la planicie costera del este del estado de Río Grande del Sur, en la reserva Taim, Capão do Leão, Río Grande y Vale do Três Forquilhas. Podría estar extendida aún más al norte, en ambientes de mata atlántica de Santa Catarina.
Abunda en densas selvas marginales subtropicales, en bosques pantanosos y se ha llegado a capturar ejemplares en pastizales. Se reproduce desde la primavera hasta el otoño.

## Conservación
Según la organización internacional dedicada a la conservación de los recursos naturales Unión Internacional para la Conservación de la Naturaleza (IUCN), al no poseer mayores peligros y vivir en varias áreas protegidas, la clasificó como una especie bajo “preocupación menor” en su obra: Lista Roja de Especies Amenazadas.
En el sur brasileño es protegido en la estación ecológica de Taim.